# Laia (pel·lícula de 2016)
Laia és una pel·lícula catalana de 2016, dirigida per Lluís Danés, basada en l'obra homònima de 1932 de Salvador Espriu. Va ser nominada al Gaudí a la millor pel·lícula per televisió de 2017. El 2022 es va incorporar al catàleg de la plataforma Netflix.

## Argument
Basada en la coneguda novel·la Laia, escrita l'any 1932 per Salvador Espriu, l'obra se situa al poble imaginari de Sinera, una petita localitat de costa habitat per pescadors, amb un ventall de personatges amb tarannàs extrems. Laia, una dona forta i valenta que hi viu, es debat entre l'amor de l'Esteve i d'en Quelot. Mentre somia amb una llibertat que només el mar li pot donar i s'enfronta a l'odi d'una societat conservadora, masclista i beata, unes adversitats que la protagonista acabarà pagant car.

## Repartiment
El principal repartiment de l'obra està format per:
- Miranda Gas com a Laia
- Ivan Benet com a Quelot
- Roger Casamajor com a Esteve
- Miquel Fernández com a Anton
- Clàudia Benito com a Anneta
- Anna Cases com a Paulina
- Joan Crosas com a Fenoses
- Montserrat Carulla com a Fragata
- Jacob Torres com a Quim
- Boris Ruiz com a Endalet
- Pep Sais com a sagristà Ventura
- Pep Cruz com a mossèn Gaspar